# WooCommerce
WooCommerce là một plugin thương mại điện tử mã nguồn mở cho WordPress. Nó được sử dụng trên các website thương mại điện tử với quy mô từ nhỏ đến lớn. Ra mắt vào ngày 27 tháng 9 năm 2011, plugin nhanh chóng trở nên phổ biến vì đơn giản để cài đặt, tùy chỉnh và hoàn toàn miễn phí.

## Lịch sử
WooCommerce  được phát triển đầu tiên bởi nhà phát triển chủ đề WordPress WooTheme,, người đã thuê Mike Jcar và James Koster, nhà phát triển tại Jigowatt, để làm việc trên một nhánh của Jigoshop  rồi tạo nên WooCommerce. Vào tháng 8 năm 2014, WooCommerce đã được sử dụng bởi 381.187 trang web (tương đương với 17,77% các trang web thương mại điện tử trực tuyến).
Vào tháng 11 năm 2014, WooConf đầu tiên, một hội nghị tập trung vào Thương mại điện tử sử dụng WooCommerce đã được tổ chức tại San Francisco, California. Nó thu hút 300 người tham dự.
Vào tháng 5 năm 2015, WooTheme và WooCommerce đã được mua lại bởi Automattic, nhà điều hành WordPress.com cũng là chủ quản của CMS WordPress.

## Thống kê
WooCommerce được sử dụng bởi một số trang web có lưu lượng truy cập cao như Small Press Expo. Trong tuần thứ ba của tháng 9 năm 2015, các thống kê chỉ ra rằng WooCommerce đã được sử dụng trên 30%  trang web thương mại điện tử và hàng triệu lượt cài đặt hoạt động. Website thương mại điện tử đang phát triển nhanh chóng trên toàn thế giới và WooCommerce có hơn 39 triệu lượt tải xuống dưới dạng plugin và hiện đang hoạt động trên hơn ba triệu trang web và là nền tảng thương mại điện tử phổ biến nhất năm 2018. WooCommerce có khoảng 4% trong số hàng triệu trang HTML hàng đầu. Vào năm 2015, số liệu thống kê cho thấy tỷ lệ cửa hàng trực tuyến sử dụng WooCommerce thông qua plugin của Wordpress.org là hơn 30% của tất cả các cửa hàng. Thị phần 2019 hiện tại cho WooCommerce là 22% trong số 1 triệu trang web hàng đầu sử dụng công nghệ thương mại điện tử.
Kể từ khi được mua lại bởi Automattic, WooCommerce đã tiếp tục giành được thị phần, và giờ đây đã trở thành một trong những nền tảng thương mại điện tử hàng đầu trên Internet.

## Giao diện
Với nhiều giao diện sẵn hỗ trợ WooCommerce được bán trên các trang web của bên thứ ba, khó để ước tính chính xác có bao nhiêu chủ đề có thể được hỗ trợ với plugin Wordpress này, nhưng đây là một số thống kê về giao diện WooCommerce cho các đơn vị cung cấp giao diện lớn.
- 11.930 chủ đề WooCommerce trên ThemeForest.
- 548 chủ đề WooCommerce trên wordpress.org.
- Mojo Themes có 240 chủ đề WooCommerce.[18]

## Tiện ích mở rộng
WooCommerce đã thu hút được sự phổ biến đáng kể vì sản phẩm cơ sở, ngoài nhiều tiện ích mở rộng và plugin, là miễn phí và là nguồn mở. Năm 2018, WooCommerce có gần 330 tiện ích mở rộng và hơn 1.000 plugin. Ngoài ra, có hàng ngàn plugin trả phí với giá cố định. Nhiều giao diện cao cấp hiện cung cấp khả năng với WooCommerce cũng như các plugin giúp khung chủ đề tương thích.

## Chương trình đối tác WooExpert
Thay vì một chương trình chứng nhận, WooCommerce sử dụng một chương trình hợp tác chính thức. WooCommerce khuyên người dùng nên sử dụng các WooExperts này cho các dự án WooCommerce của họ. Các nhà cung cấp có thể đăng ký để trở thành đối tác và bằng cách đó sẽ trải qua quá trình ứng dụng nhiều giai đoạn bao gồm đánh giá kỹ năng và phỏng vấn. Trong suốt quá trình, WooCommerce nhằm mục đích đánh giá mức độ quen thuộc với các phần mở rộng và cốt lõi của WooCommerce. Chương trình hợp tác có cấp Vàng, Bạc hoặc Đồng  cho đến cuối năm 2017, khi nó chuyển sang hệ thống "WooExpert" đã được xác minh.

## Doanh thu
Một nghiên cứu được thực hiện vào năm 2017 bởi Todd Wilkins, Trưởng bộ phận WooCommerce, cho thấy các cửa hàng WooCommerce đã chiếm gần 10 tỷ đô la doanh thu.